# Nicole Bricq
Nicole Bricq, all'anagarafe Vayssiere Nicole Germaine (La Rochefoucauld, 10 giugno 1947 – Poitiers, 6 agosto 2017), è stata una politica francese.
Membro del Partito Socialista francese e de La République en marche, fu senatrice della Senna e Marna dal 2004 e deputata dal 1997 al 2002. Venne nominata ministra dell'ecologia, dello sviluppo sostenibile e dell'energia nel governo Ayrault I dal 3 maggio al 18 giugno 2012 e ministra del commercio estero nel governo Ayrault II dal 21 giugno 2012 al 31 marzo 2014.Morì nell'estate del 2017, vittima di un incidente domestico.

## Biografia
Nata a La Rochefoucauld, nel cantone di Val de Tardoire, conseguì un master in diritto privato presso l'Università di Bordeaux nel 1970.

## Carriera politica

### Ingresso in politica
All'inizio degli anni '80 fu nominata prima segretaria della Federazione di Parigi del Partito Socialista e, membro del Centro di Studi, Ricerca e Educazione Socialista, venne eletta nel 1986 consigliera regionale presso il Consiglio regionale dell'Île-de-France. Fu quindi eletta presidente della Commissione Cultura e, durante le elezioni legislative del 1988, si candidò nell'undicesimo collegio elettorale di Parigi. Venne sconfitta da Nicole Catala ma, dal 1988 al 1990, fu consigliera tecnica presso il gabinetto del ministro della difesa Jean-Pierre Chevènement.
Nel 1991, essendo tra coloro che approvarono il coinvolgimento della Francia nella guerra del Golfo, ruppe l'alleanza politica con Jean-Pierre Chevènement. Già in passato aveva espresso divergenze rispetto all'Europa e successivamente partecipò attivamente alla corrente Socialismo e democrazia di Dominique Strauss-Kahn. Dal 1992 al 1993 fu consigliera tecnica presso il gabinetto del ministro dell'ambiente Ségolène Royal.

### Deputata e senatrice
Nel 1997 fu eletta deputata nella sesta circoscrizione elettorale di Senna e Marna e vinse al secondo turno contro il deputato e sindaco uscente di Meaux Jean-François Copé e la candidata del Rassemblement National Marie-Christine Arnautu. Nel 1998, su commissione della Commissione Finanze, Economia generale e Pianificazione, produsse un rapporto informativo sulla fiscalità ambientale. Suggerì in particolare una riforma della tassazione al servizio dell'ambiente e un rafforzamento dell'applicazione del principio Chi inquina paga.
Nel 2001 divenne consigliera comunale per l'opposizione a Meaux e non riuscì ad essere rieletta alle elezioni legislative del 2002, contro Jean-François Copé. Ricevette il 41% dei voti al secondo turno, non sufficiente per la rielezione, ma il 26 settembre 2004 fu eletta senatrice per il dipartimento della Senna e Marna. Fece parte della Commissione Finanze, di cui nell'ottobre 2008 fu eletta vicepresidente, e nell'ottobre 2011 fu confermata senatrice per la Senna e Marna, divenendo relatrice generale del Bilancio del Senato; si trattò della prima donna a ricoprire questa carica.

#### Relatrice generale del Bilancio
In questa veste, per preparare il dibattito in Senato sulle detrazioni obbligatorie, produsse nel novembre del 2011, presso la Commissione Finanze, una relazione contenente una valutazione di questa politica. Durante questo periodo, in particolare dal 2009, fu anche un'importante sostenitrice di François Hollande.

### Ministra
Il 16 maggio 2012, dopo l'elezione di François Hollande alla carica di presidente della Repubblica francese, fu nominata ministra dell'ecologia nel governo Ayrault I, venendo sostituita al Senato da Helene Lipietz. Assistita in questo compito da un ministro delegato, Frédéric Cuvillier, per i trasporti e l'economia marittima, fu inoltre responsabile delle questioni energetiche. Il 13 giugno successivo annunciò la sospensione di tutti i permessi esplorativi di trivellazione di idrocarburi al largo della costa della Guyana francese, volendo tutelare la fauna marina e l'ambiente.

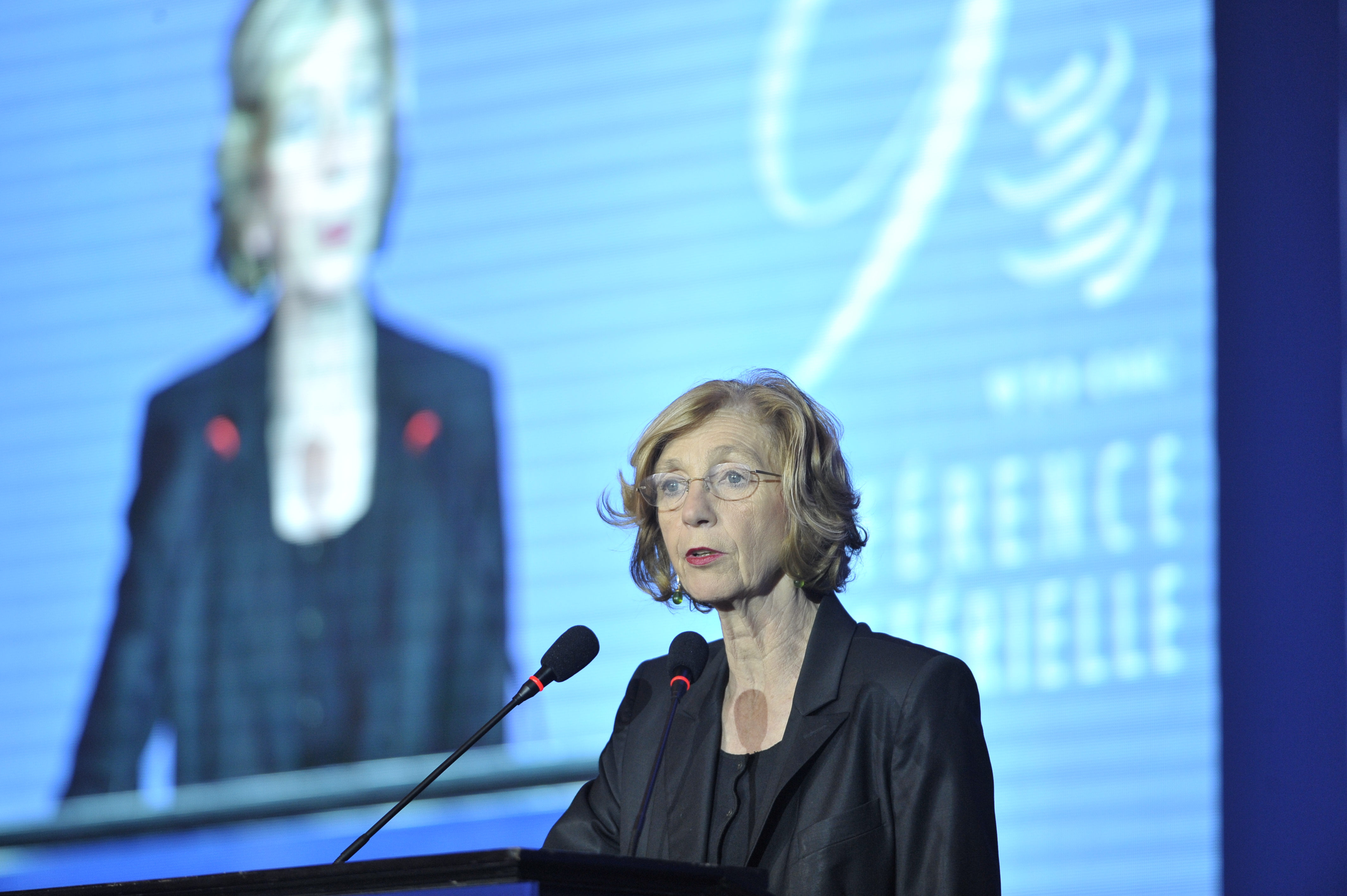
Nicole Bricq in occasione della Conferenza dei ministri del commercio estero di Bali, il 3 dicembre 2013

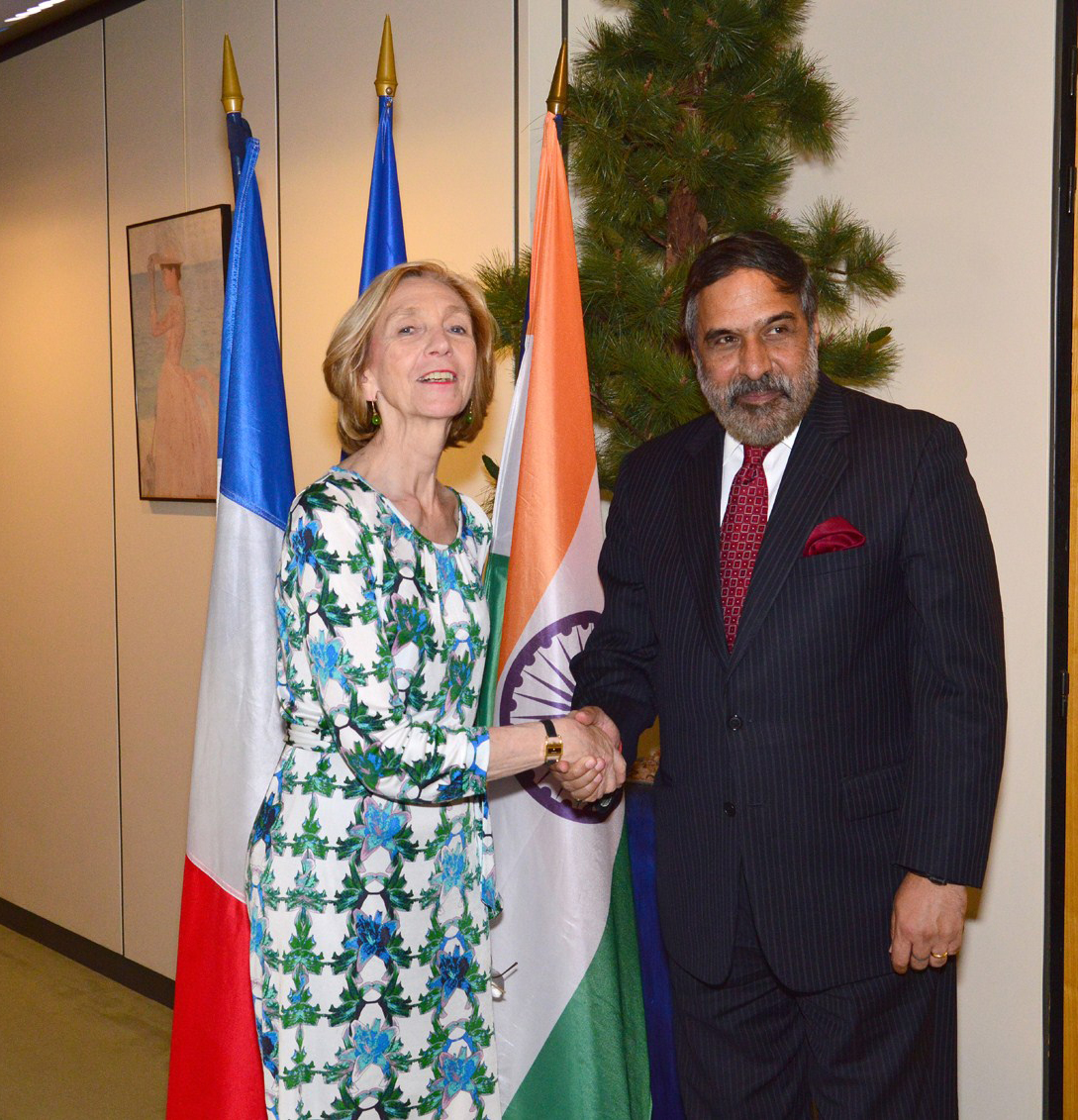
Il ministro indiano del commercio e dell'industria Shri Anad Sharma con la ministra del commercio estero francese Nicole Bricq a Parigi il 9 luglio 2013

Il 21 giugno 2012 divenne ministra del commercio estero nel governo Ayrault II e, secondo il quotidiano Le Monde, questo cambiamento fu dovuto alle pressioni dell'Unione francese delle industrie petrolifere. Secondo L'Obs, si vide in ciò il segno della difficile comprensione tra il carattere forte della ministra e l'ambientalismo pragmatico di Jean-Marc Ayrault, mentre il quotidiano La Tribune considerò il ministero troppo ampio per lei, essendo stato reso un ministero "con portafoglio". Fu sostituita al ministero dell'ecologia da Delphine Batho.
Nel 2013 si lamentò in un'intervista televisiva che il presidente della Commissione europea José Manuel Barroso non avesse fatto nulla durante il suo mandato, suggerendo che la sua riconferma nel 2009 fosse stato un errore. Espresse anche una critica sul modo in cui la Commissione europea condusse i negoziati per un partenariato transatlantico per il commercio e per gli investimenti. L'11 febbraio 2014 fu tra gli ospiti invitati alla cena di stato organizzata dal presidente degli Stati Uniti d'America Barack Obama in onore del presidente della Repubblica francese François Hollande.

#### Controversie
In seguito alle dimissioni di Jean-Marc Ayrault, il 31 marzo 2014 non venne riconfermata nel governo Valls I e, pochi giorni prima di lasciare il governo, suscitò polemiche per i suoi commenti sulla cucina del Palazzo dell'Eliseo. Senza sapere di essere ripresa, definì disgustoso il pasto servito ai rappresentanti cinesi in occasione di un viaggio ufficiale in Francia rispetto a quello offerto a Matignon. Questi commenti, registrati da un canale di notizie, suscitò indignazione e derisione sulle reti, illustrando secondo alcuni il divario tra gli eletti e la realtà vissuta dai francesi.
Poco dopo si scusò pubblicamente con il capocuoco del Palazzo dell'Eliseo Guillaume Gomez.

### Ritorno al Senato e morte
Divenuta senatrice il 3 maggio 2014, divenne capogruppo del Partito Socialista per l'esame in Senato della legge Crescita e attività, conosciuta come legge Macron, nella primavera del 2015. Fu una delle prime parlamentari a sostenere Emmanuel Macron e si unì al movimento En Marche dal 6 aprile 2016, per poi sostenerlo alle elezioni presidenziali del 2017. Dopo la sua vittoria, fu nominata da La République en marche alla guida della lista del partito alle elezioni senatoriali del settembre dello stesso anno in Senna e Marna ma rinunciò alla candidatura a luglio.
Morì il 6 agosto 2017 presso l'ospedale di Poitiers, all'età di 70 anni, in seguito ad una caduta accidentale dalle scale, mentre si trovava a casa del fratello Lucien Vayssiere, sindaco di La Rochefoucauld. I suoi funerali furono celebrati ad Angoulême l'11 agosto successivo alla presenza dei suoi familiari e dei suoi cari e l'11 ottobre fu pronunciato al Senato il suo elogio funebre.

## Vita privata
Era la compagna di Jean-Paul Planchou, membro del Partito Socialista.